# Hassanal Bolkiah-moskee (Kampong Mentiri)
De Hassanal Bolkiah-moskee is een moskee in de stad Kampong Mentiri, in het oosten van Brunei.

## Geschiedenis
De bouw van de moskee begon op 2 mei 2017 en drie dagen later vond de funderingsceremonie plaats. Het werd gebouwd op bevel van Hassanal Bolkiah, de sultan van Brunei, ter vervanging van de vorige moskee, de Kampong Mentiri National Housing Scheme-moskee, die op de 5e van de voorgaande maand door een brand werd verwoest. De bouw werd in slechts 49 dagen voltooid. Het werd officieel geopend door de sultan op 23 juni 2017, gehouden na het inaugurele vrijdaggebed in de moskee.